# Allsvenskan 2020
L'Allsvenskan 2020 è stata la 96ª edizione della massima serie del campionato svedese di calcio con la denominazione di Allsvenskan. La stagione sarebbe dovuta iniziare il 4 aprile per terminare l'8 novembre 2020, ma l'avvio è stato successivamente rinviato al 14 giugno, a causa della pandemia di COVID-19, per terminare il 6 dicembre seguente. Il Djurgården era la squadra campione in carica. Il Malmö FF ha conquistato il trofeo per la ventunesima volta nella sua storia, con tre giornate di anticipo.

## Stagione

### Novità
Dalla Allsvenskan 2019 sono stati retrocessi in Superettan il GIF Sundsvall e l'AFC Eskilstuna. Dalla Superettan 2019 sono stati promossi in Allsvenskan il Mjällby (al ritorno in Allsvenskan dopo 5 anni di assenza) e il Varberg (all'esordio assoluto).

### Formula
Le 16 squadre partecipanti si affrontano in un girone all'italiana con partite di andata e ritorno, per un totale di 30 giornate. La squadra prima classificata è dichiarata campione di Svezia e viene ammessa al primo turno di qualificazione della UEFA Champions League 2021-2022. La seconda e la terza classificata, assieme alla vincitrice della Svenska Cupen 2020-2021, sono ammesse alla UEFA Europa Conference League 2021-2022. La terzultima classificata gioca uno spareggio salvezza/promozione contro la terza classificata della Superettan 2020. Le ultime due classificate sono retrocesse direttamente in Superettan.

## Squadre partecipanti
| Club           | Stagione | Città       | Stadio                  | Stagione 2019            |
| -------------- | -------- | ----------- | ----------------------- | ------------------------ |
| AIK            | dettagli | Stoccolma   | Friends Arena           | 4º posto in Allsvenskan  |
| Djurgården     | dettagli | Stoccolma   | Tele2 Arena             | Campione di Svezia       |
| Elfsborg       | dettagli | Borås       | Borås Arena             | 8º posto in Allsvenskan  |
| Falkenberg     | dettagli | Falkenberg  | Falcon Alkoholfri Arena | 13º posto in Allsvenskan |
| Hammarby       | dettagli | Stoccolma   | Tele2 Arena             | 3º posto in Allsvenskan  |
| Helsingborg    | dettagli | Helsingborg | Olympia                 | 10º posto in Allsvenskan |
| Häcken         | dettagli | Göteborg    | Bravida Arena           | 6º posto in Allsvenskan  |
| IFK Göteborg   | dettagli | Göteborg    | Gamla Ullevi            | 7º posto in Allsvenskan  |
| IFK Norrköping | dettagli | Norrköping  | Östgötaporten           | 5º posto in Allsvenskan  |
| Kalmar         | dettagli | Kalmar      | Guldfågeln Arena        | 14º posto in Allsvenskan |
| Malmö FF       | dettagli | Malmö       | Eleda Stadion           | 2º posto in Allsvenskan  |
| Mjällby        | dettagli | Mjällby     | Strandvallen            | 1º posto in Superettan   |
| Sirius         | dettagli | Uppsala     | Studenternas IP         | 11º posto in Allsvenskan |
| Varberg        | dettagli | Varberg     | Varberg Energi Arena    | 2º posto in Superettan   |
| Örebro         | dettagli | Örebro      | Behrn Arena             | 9º posto in Allsvenskan  |
| Östersund      | dettagli | Östersund   | Jämtkraft Arena         | 12º posto in Allsvenskan |

### Allenatori e primatisti
| Squadra        | Allenatore                                                                     | Calciatore più presente (tra parentesi il numero delle presenze) | Cannoniere (tra parentesi il numero dei gol segnati) |
| -------------- | ------------------------------------------------------------------------------ | ---------------------------------------------------------------- | ---------------------------------------------------- |
| AIK            | Rikard Norling (1ª-11ª) Bartosz Grzelak (12ª-30ª)                              | Henok Goitom (29)                                                | Henok Goitom (8)                                     |
| Djurgården     | Kim Bergstrand e Thomas Lagerlöf                                               | Karl Holmberg (30)                                               | Fredrik Ulvestad (11)                                |
| Elfsborg       | Jimmy Thelin                                                                   | Rasmus Alm, Tim Rönning (30)                                     | Jesper Karlsson (11)                                 |
| Falkenberg     | Hans Eklund                                                                    | Anton Wede, Karl Söderström (30)                                 | Edi Sylisufaj (7)                                    |
| Hammarby       | Stefan Billborn                                                                | Gustav Ludwigson (29)                                            | Aron Jóhannsson (12)                                 |
| Helsingborg    | Olof Mellberg                                                                  | Max Svensson (29)                                                | Anthony van den Hurk (11)                            |
| Häcken         | Andreas Alm                                                                    | Joona Toivio (30)                                                | Leo Bengtsson, Alexander Søderlund (8)               |
| IFK Göteborg   | Poya Asbaghi (1ª-18ª) Ferran Sibila (19ª, ad interim) Roland Nilsson (20ª-30ª) | Giannīs Anestīs, Alhassan Yusuf (30)                             | Patrik Karlsson Lagemyr, Tobias Sana (5)             |
| IFK Norrköping | Jens Gustafsson                                                                | Isak Pettersson (30)                                             | Christoffer Nyman (18)                               |
| Kalmar         | Nanne Bergstrand                                                               | Isak Jansson, Filip Sachpekidis (29)                             | Isak Magnusson (5)                                   |
| Malmö FF       | Jon Dahl Tomasson                                                              | Jonas Knudsen, Eric Larsson (30)                                 | Isaac Kiese Thelin (14)                              |
| Mjällby        | Marcus Lantz                                                                   | Jesper Löfgren (29)                                              | Moses Ogbu (14)                                      |
| Sirius         | Henrik Rydström                                                                | Axel Björnström (30)                                             | Stefano Vecchia (12)                                 |
| Varberg        | Joakim Persson                                                                 | Adama Fofana (29)                                                | Astrit Selmani (15)                                  |
| Örebro         | Axel Kjäll                                                                     | Oscar Jansson (30)                                               | Nahir Besara (12)                                    |
| Östersund      | Ian Burchnall (1ª-7ª) Amir Azrafshan (8ª-30ª)                                  | Aly Keita (29)                                                   | Blair Turgott (7)                                    |

## Classifica finale
|       | Pos. | Squadra        | Pt | G  | V  | N  | P  | GF | GS | DR  |
| ----- | ---- | -------------- | -- | -- | -- | -- | -- | -- | -- | --- |
|       | 1.   | Malmö FF       | 60 | 30 | 17 | 9  | 4  | 64 | 30 | +34 |
|       | 2.   | Elfsborg       | 51 | 30 | 12 | 15 | 3  | 49 | 38 | +11 |
|       | 3.   | Häcken         | 49 | 30 | 12 | 13 | 5  | 45 | 29 | +16 |
|       | 4.   | Djurgården     | 48 | 30 | 14 | 6  | 10 | 48 | 33 | +15 |
|       | 5.   | Mjällby        | 47 | 30 | 13 | 8  | 9  | 48 | 44 | +4  |
|       | 6.   | IFK Norrköping | 46 | 30 | 13 | 7  | 10 | 60 | 46 | +14 |
|       | 7.   | Örebro         | 42 | 30 | 12 | 6  | 12 | 37 | 41 | -4  |
| [ 3 ] | 8.   | Hammarby       | 41 | 30 | 10 | 11 | 9  | 47 | 47 | 0   |
|       | 9.   | AIK            | 39 | 30 | 10 | 9  | 11 | 30 | 33 | -3  |
|       | 10.  | Sirius         | 38 | 30 | 9  | 11 | 10 | 43 | 51 | -8  |
|       | 11.  | Varberg        | 37 | 30 | 10 | 7  | 13 | 45 | 44 | +1  |
|       | 12.  | IFK Göteborg   | 34 | 30 | 7  | 13 | 10 | 35 | 41 | -6  |
|       | 13.  | Östersund      | 33 | 30 | 8  | 9  | 13 | 27 | 46 | -19 |
|       | 14.  | Kalmar         | 28 | 30 | 6  | 10 | 14 | 30 | 49 | -19 |
|       | 15.  | Helsingborg    | 26 | 30 | 5  | 11 | 14 | 33 | 48 | -15 |
|       | 16.  | Falkenberg     | 24 | 30 | 5  | 9  | 16 | 33 | 54 | -21 |

Legenda:
      Campione di Svezia e ammessa alla UEFA Champions League 2021-2022
      Ammesse alla UEFA Europa Conference League 2021-2022
 Ammesso allo spareggio salvezza-promozione
      Retrocesse in Superettan 2021
Note:
Tre punti a vittoria, uno a pareggio, zero a sconfitta.
La classifica viene stilata secondo i seguenti criteri:
- Punti conquistati
- Differenza reti generale
- Reti totali realizzate

## Risultati
Ogni riga indica i risultati casalinghi della squadra segnata a inizio della riga, contro le squadre segnate colonna per colonna (che invece avranno giocato l'incontro in trasferta). Al contrario, leggendo la colonna di una squadra si avranno i risultati ottenuti dalla stessa in trasferta, contro le squadre segnate in ogni riga, che invece avranno giocato l'incontro in casa.
|                | AIK  | DJU  | ELF  | FAL  | HÄC  | HAM  | HEL  | GÖT  | NOR  | KAL  | MAL  | MJÄ  | ÖRE  | ÖST  | SIR  | VAR  |
| -------------- | ---- | ---- | ---- | ---- | ---- | ---- | ---- | ---- | ---- | ---- | ---- | ---- | ---- | ---- | ---- | ---- |
| AIK            | –––– | 0-1  | 1-2  | 1-1  | 0-1  | 3-0  | 2-0  | 2-0  | 1-4  | 0-1  | 2-2  | 1-0  | 0-2  | 0-1  | 1-0  | 1-0  |
| Djurgården     | 0-1  | –––– | 1-1  | 1-0  | 3-1  | 1-2  | 2-2  | 2-2  | 1-2  | 5-0  | 3-2  | 2-1  | 1-2  | 0-0  | 4-0  | 1-0  |
| Elfsborg       | 2-2  | 1-0  | –––– | 4-2  | 1-1  | 2-2  | 2-1  | 0-0  | 2-1  | 3-1  | 1-0  | 2-2  | 1-1  | 0-1  | 3-3  | 3-3  |
| Falkenberg     | 1-1  | 3-2  | 1-3  | –––– | 1-1  | 1-3  | 2-2  | 0-3  | 3-3  | 0-2  | 0-1  | 2-3  | 2-1  | 0-1  | 1-2  | 2-0  |
| Häcken         | 4-0  | 0-2  | 6-0  | 3-0  | –––– | 3-0  | 1-0  | 0-0  | 2-1  | 0-2  | 1-1  | 2-2  | 3-0  | 2-1  | 1-1  | 2-1  |
| Hammarby       | 0-2  | 1-1  | 2-2  | 1-1  | 1-1  | –––– | 2-2  | 1-1  | 0-1  | 3-3  | 2-2  | 4-2  | 3-0  | 2-0  | 0-0  | 1-0  |
| Helsingborg    | 2-0  | 3-1  | 0-0  | 0-0  | 0-0  | 1-1  | –––– | 0-1  | 3-2  | 1-1  | 0-1  | 0-1  | 1-1  | 0-1  | 1-2  | 0-3  |
| IFK Göteborg   | 1-0  | 1-2  | 0-1  | 2-2  | 1-1  | 0-4  | 1-1  | –––– | 1-3  | 1-2  | 0-3  | 2-2  | 0-1  | 2-2  | 2-0  | 1-0  |
| IFK Norrköping | 2-2  | 3-0  | 1-1  | 4-1  | 0-1  | 1-2  | 3-4  | 3-1  | –––– | 1-0  | 1-1  | 1-1  | 2-0  | 2-2  | 1-2  | 2-0  |
| Kalmar         | 0-0  | 0-3  | 1-2  | 0-0  | 0-0  | 1-2  | 4-0  | 1-1  | 0-2  | –––– | 0-4  | 1-4  | 0-3  | 1-2  | 1-1  | 1-1  |
| Malmö FF       | 0-0  | 1-0  | 1-1  | 2-1  | 3-0  | 3-0  | 4-1  | 3-1  | 1-1  | 2-1  | –––– | 2-0  | 2-1  | 4-0  | 4-0  | 2-2  |
| Mjällby        | 3-1  | 2-1  | 0-5  | 0-1  | 3-1  | 2-1  | 3-2  | 1-1  | 2-0  | 2-2  | 2-2  | –––– | 1-0  | 3-0  | 1-1  | 2-3  |
| Örebro         | 0-2  | 0-3  | 3-2  | 1-2  | 0-0  | 2-1  | 3-2  | 1-1  | 4-3  | 0-1  | 3-2  | 3-1  | –––– | 0-0  | 2-1  | 1-0  |
| Östersund      | 1-2  | 1-1  | 0-1  | 2-1  | 2-2  | 1-3  | 0-0  | 0-4  | 2-4  | 2-0  | 1-2  | 0-1  | 0-0  | –––– | 0-2  | 0-4  |
| Sirius         | 0-0  | 0-2  | 1-1  | 2-1  | 2-2  | 3-1  | 3-1  | 2-2  | 4-2  | 2-2  | 2-5  | 0-1  | 2-1  | 2-3  | –––– | 3-3  |
| Varberg        | 2-2  | 1-2  | 0-0  | 3-1  | 1-3  | 5-2  | 1-3  | 1-2  | 1-3  | 1-0  | 3-2  | 1-0  | 2-1  | 1-1  | 2-0  | –––– |

## Spareggio salvezza/promozione
Allo spareggio salvezza/promozione vengono ammesse la quattordicesima classificata in Allsvenskan e la terza classificata in Superettan.
|                  | Risultati |                  | Luogo e data               |
| ---------------- | --------- | ---------------- | -------------------------- |
| Jönköpings Södra | 1 - 3     | Kalmar           | Jönköping, 9 dicembre 2020 |
| Kalmar           | 1 - 0     | Jönköpings Södra | Kalmar, 13 dicembre 2020   |
|                  |           |                  |                            |

## Statistiche

### Squadre

#### Capoliste solitarie
|    | ——             | ——             | ——             | ——             | ——             | ——             | ——             | ——             | ——             | ——             | ——  | ——       | ——       | ——       | ——       | ——       | ——       | ——       | ——       | ——       | ——       | ——       | ——       | ——       | ——       | ——       | ——       | ——       | ——       | —— |  |
|    | IFK Norrköping | IFK Norrköping | IFK Norrköping | IFK Norrköping | IFK Norrköping | IFK Norrköping | IFK Norrköping | IFK Norrköping | IFK Norrköping | IFK Norrköping |     | Malmö FF | Malmö FF | Malmö FF | Malmö FF | Malmö FF | Malmö FF | Malmö FF | Malmö FF | Malmö FF | Malmö FF | Malmö FF | Malmö FF | Malmö FF | Malmö FF | Malmö FF | Malmö FF | Malmö FF | Malmö FF |    |  |
|    |                |                |                |                |                |                |                |                |                |                |     |          |          |          |          |          |          |          |          |          |          |          |          |          |          |          |          |          |          |    |  |
|    |                |                |                |                |                |                |                |                |                |                |     |          |          |          |          |          |          |          |          |          |          |          |          |          |          |          |          |          |          |    |  |
| 1ª | 2ª             | 3ª             | 4ª             | 5ª             | 6ª             | 7ª             | 8ª             | 9ª             | 10ª            | 11ª            | 12ª | 13ª      | 14ª      | 15ª      | 16ª      | 17ª      | 18ª      | 19ª      | 20ª      | 21ª      | 22ª      | 23ª      | 24ª      | 25ª      | 26ª      | 27ª      | 28ª      | 29ª      | 30ª      |    |  |

### Primati stagionali
Squadre
- Maggior numero di vittorie: Malmö FF (17)
- Maggior numero di pareggi: Elfsborg (15)
- Maggior numero di sconfitte: Falkenberg (16)
- Minor numero di vittorie: Falkenberg ed Helsingborg (5)
- Minor numero di pareggi: Djurgården e Örebro (6)
- Minor numero di sconfitte: Elfsborg (3)
- Miglior attacco: Malmö FF (64 gol fatti)
- Peggior attacco: Östersund (27 gol fatti)
- Miglior difesa: Häcken (29 gol subiti)
- Peggior difesa: Falkenberg (54 gol subiti)
- Miglior differenza reti: Malmö FF (+34)
- Peggior differenza reti: Falkenberg (-21)
- Miglior serie positiva: Malmö FF (12, dalla 7ª alla 18ª giornata)
- Peggior serie negativa: Kalmar (6, dalla 4ª alla 9ª giornata) e Östersund (6, dalla 25ª alla 30ª giornata)
- Maggior numero di vittorie consecutive: Malmö FF (8, dall'8ª alla 15ª giornata)

Partite
- Più gol: Sirius-Malmö FF 2-5, Örebro-IFK Norrköping 4-3, Varberg-Hammarby 5-2 e IFK Norrköping-Helsingborg 3-4 (7)
- Pareggio con più gol: 5 partite 3-3 (6)
- Maggior scarto di gol: Häcken-Elfsborg 6-0 (6)

### Individuali

#### Classifica marcatori
| Gol | Rigori |  | Giocatore            | Squadra        |
| --- | ------ |  | -------------------- | -------------- |
| 18  | 4      |  | Christoffer Nyman    | IFK Norrköping |
| 15  | 5      |  | Astrit Selmani       | Varberg        |
| 14  | 1      |  | Isaac Kiese Thelin   | Malmö FF       |
| 14  | 3      |  | Moses Ogbu           | Mjällby        |
| 13  | 3      |  | Anders Christiansen  | Malmö FF       |
| 12  | 2      |  | Stefano Vecchia      | Sirius         |
| 12  | 4      |  | Aron Jóhannsson      | Hammarby       |
| 12  | 4      |  | Nahir Besara         | Örebro         |
| 11  | 3      |  | Jesper Karlsson      | Elfsborg       |
| 11  | 3      |  | Anthony van den Hurk | Helsingborg    |
| 11  | 6      |  | Fredrik Ulvestad     | Djurgården     |
| 10  | 4      |  | Per Frick            | Elfsborg       |

#### Giocatore del mese
Di seguito i vincitori.
| Mese      | Giocatore          | Squadra        |
| --------- | ------------------ | -------------- |
| Giugno    | Sead Hakšabanović  | IFK Norrköping |
| Luglio    | Isaac Kiese Thelin | Malmö FF       |
| Agosto    | Stefano Vecchia    | Sirius         |
| Settembre | Christoffer Nyman  | IFK Norrköping |
| Ottobre   | Ola Toivonen       | Malmö FF       |
| Novembre  | Astrit Selmani     | Varberg        |

#### Premi individuali di fine stagione
Di seguito i vincitori.
| Premio                 | Giocatore           | Squadra  |
| ---------------------- | ------------------- | -------- |
| Miglior portiere       | Oscar Jansson       | Örebro   |
| Miglior difensore      | Anel Ahmedhodžić    | Malmö FF |
| Miglior centrocampista | Anders Christiansen | Malmö FF |
| Miglior attaccante     | Jesper Karlsson     | Elfsborg |
| Miglior allenatore     | Jon Dahl Tomasson   | Malmö FF |
| Miglior giovane        | Anel Ahmedhodžić    | Malmö FF |
| Miglior giocatore      | Anders Christiansen | Malmö FF |